# Ternoise
Die Ternoise [tɛʁnwaz] (ndl.: Ternaas) ist ein Fluss in Frankreich, der im Département Pas-de-Calais in der Region Hauts-de-France verläuft. Sie entspringt in der Landschaft Ternois, im Gemeindegebiet von Ligny-Saint-Flochel. Anfangs entwässert sie in nordwestlicher Richtung, dreht dann aber auf Südwest und mündet nach rund 41 bei Huby-Saint-Leu, nahe der Stadt Hesdin, als rechter Nebenfluss in die Canche.

## Orte am Fluss
- Saint-Michel-sur-Ternoise
- Saint-Pol-sur-Ternoise
- Blangy-sur-Ternoise
- Auchy-lès-Hesdin
- Hesdin
- Huby-Saint-Leu